# 达尔文反射
达尔文反射（Darwinian reflex），又名抓握反射（grasp reflex）或罗曼尼斯反射，属于新生儿反射的一种。
这是婴儿的一种倾向，对于任何接触其手掌和脚掌的物体，都会立刻引起婴儿反射性的动作，手将会握成拳头，紧紧地抓住放进手中的物体不放；脚也会弯曲。如果试图强行从婴儿的手中取走物体，婴儿将会抓得更紧。这种抓握十分牢固，抓握的力量可以非常之大，甚至足以能够承受婴儿自身的体重。有一部分婴儿甚至能够做到，仅仅通过手和脚的抓握而悬空不掉下来：成人让婴儿的两只小拳头握紧一根棍棒，然后通过拉这根棍棒，就可以使婴儿的整个身体站立起来或悬挂起来。
达尔文反射在出生后的几个月内非常强烈，到大约第6个月时，就会开始减退，到1岁时消失。
有一些学者认为，达尔文反射可能是灵长目种系的遗传。灵长目动物刚生下时会紧紧抓住它们母亲长着毛的身体。